# Эрикссон, Сигне Элида
Сигне Элида Эриксон (3 января 1911 года — 2005 год) — писательница, коммунист, антифашист, советский разведчик, член разведывательной сети Красная капелла. Оперативный псевдоним Акма.

## Биография
Родилась в Швеции 3 января 1911 года, по профессии была швеей на дому. Являлась радисткой нелегальной резидентуры советской военной разведки. Числилась в Центре под псевдонимом Акма.
Вышла замуж за Туре Георга Эрикссона, к разведывательной деятельности он никакого отношения не имел. Сигне Эрикссон была членом Коммунистической партии Швеции. По указанию Коминтерна она в 1941 году прошла обучение на курсах радисток и была передана РУ РККА. Обеспечивала радиосвязь нелегальной группы, которой руководил разведчик Сташевский (оперативный псевдоним Адмирал).
Резидентура Адмирала занималась сбором сведений о нацистской Германии и войсках вермахта, дислоцированных в Скандинавских странах.
Связь осуществлялась через сотрудника советского торгового представительства в Швеции Я. Н. Князева (оперативный псевдоним Кольмар), который помогал резиденту Никитушеву (оперативный псевдоним Акасто) поддерживать отношения с Акмой.
Резидент Адмирал никогда не встречался с Акмой и не знал о её существовании. Сведения, которые он и его источники добывали о нацистской Германии, передавались Акме таким образом, чтобы резидент и радист не имели контактов друг с другом.
Ориентировочно 14-15 августа 1943 года Сигне Эрикссон и её муж Туре Георг Эрикссон были арестованы. Она была приговорена шведским судом к двум с половиной годам тюремного заключения. Скончалась в 2005 году.

## Труды
- Sveket: självbiografisk roman (1997)